# 紀元前651年
紀元前651年（きげんぜん651ねん）は、西暦（ローマ暦）による年。紀元前1世紀の共和政ローマ末期以降の古代ローマにおいては、ローマ建国紀元103年として知られていた。紀年法として西暦（キリスト紀元）がヨーロッパで広く普及した中世時代初期以降、この年は紀元前651年と表記されるのが一般的となった。

## 他の紀年法
- 干支 : 庚午
- 日本
  - 皇紀10年
  - 神武天皇10年
- 中国
  - 周 - 襄王元年
  - 魯 - 僖公9年
  - 斉 - 桓公35年
  - 晋 - 献公26年
  - 秦 - 穆公9年
  - 楚 - 成王21年
  - 宋 - 桓公31年
  - 衛 - 文公9年
  - 陳 - 宣公42年
  - 蔡 - 穆侯24年
  - 曹 - 共公2年
  - 鄭 - 文公22年
  - 燕 - 襄公7年
- 朝鮮
  - 檀紀1683年
- ユダヤ暦 : 3110年 - 3111年

## できごと

### 中国
- 周の宰孔・斉の桓公・魯の僖公・宋の桓公・衛の文公・鄭の文公・許の僖公・曹の共公が葵丘で会盟した。
- 晋の献公が死去し、里克と丕鄭が重耳を迎えようとして乱を起こした。里克は献公の子の奚斉を殺した。荀息が卓子を国君に迎えた。里克が卓子を殺すと、荀息は殉死した。
- 斉の桓公が晋の乱を収拾するべく諸侯の軍を率いて晋を攻撃し、高梁まで進軍して帰還した。
- 晋の夷吾が郤芮の助言に従って秦に黄河西岸の5城の割譲を約束し、帰国の援助を得た。斉の隰朋（中国語版）が軍を率いて秦軍と合流し、夷吾を晋に帰国させた。夷吾は国君として即位した。これが晋の恵公である。
- 宋の襄公が即位し、庶兄の目夷（中国語版）を左師として国政を委ねた。

## 死去
- 宋の桓公
- 晋の献公
- 驪姫
- 奚斉
- 卓子
- 荀息